# Álvaro Manuel Machado
Álvaro Manuel de Oliveira Machado (Porto, 4 de Maio de 1940) é um escritor, poeta e ensaísta português.

## Biografia
Álvaro Manuel Machado nasceu no Porto e foi viver para Lisboa com vinte anos, em 1960, tendo colaborado então em diversas publicações (Vértice, Diário de Lisboa, Diário de Notícias,etc.). Viveu exilado em Paris, entre 1967 e 1976, período durante o qual frequentou a École des Hautes Études. Formou-se naquela instituição com um estudo sobre a literatura latino-americana contemporânea. É doutorado (Doutoramento de Estado) em Literatura Comparada pela Sorbonne. Lecciona na Universidade Nova de Lisboa, onde é Professor Catedrático.Foi também professor da Universidade Autónoma de Lisboa e da Faculdade de Letras da Universidade de Lisboa, onde criou e regeu a cadeira de Literatura Geral e Comparada. Romancista e poeta, tem uma vasta obra de ensaísta e de investigador, centrada nos séculos XIX e XX, relacionada sobretudo com as origens e evolução do Romantismo. Dirigiu ainda o Dicionário da Literatura Portuguesa, em 1996.

## Obras publicadas

### Poesia
- 1978 - Vento
- 1981 - Íntimo Rigor
- 2008 - Silêncios

### Romances
- 1978 - Exílio
- 1983 - A Arte da Fuga
- 1996 - O Viandante
- 2001 - O Complexo de Van Gogh
- 2004 - A Mulher que se Imagina

### Ensaio
- 1977 - A Geração de 70 - Uma Revolução Cultural e Literária
- 1978 - A Novelística Portuguesa Contemporânea
- 1979 - Introdução à Literatura Latino-americana Contemporânea
- 1979 - As Origens do Romantismo em Portugal
- 1979 - Agustina Bessa-Luís
- 1979 - Quem É Quem na Literatura Portuguesa
- 1984 - O "Francesismo" na Literatura Portuguesa
- 1996 - Do Romantismo aos Romantismos em Portugal
- 2003 - Do Ocidente ao Oriente - Mitos, Imagens, Modelos
- 2007 - A Abertura das Palavras